# Крест (геральдика)

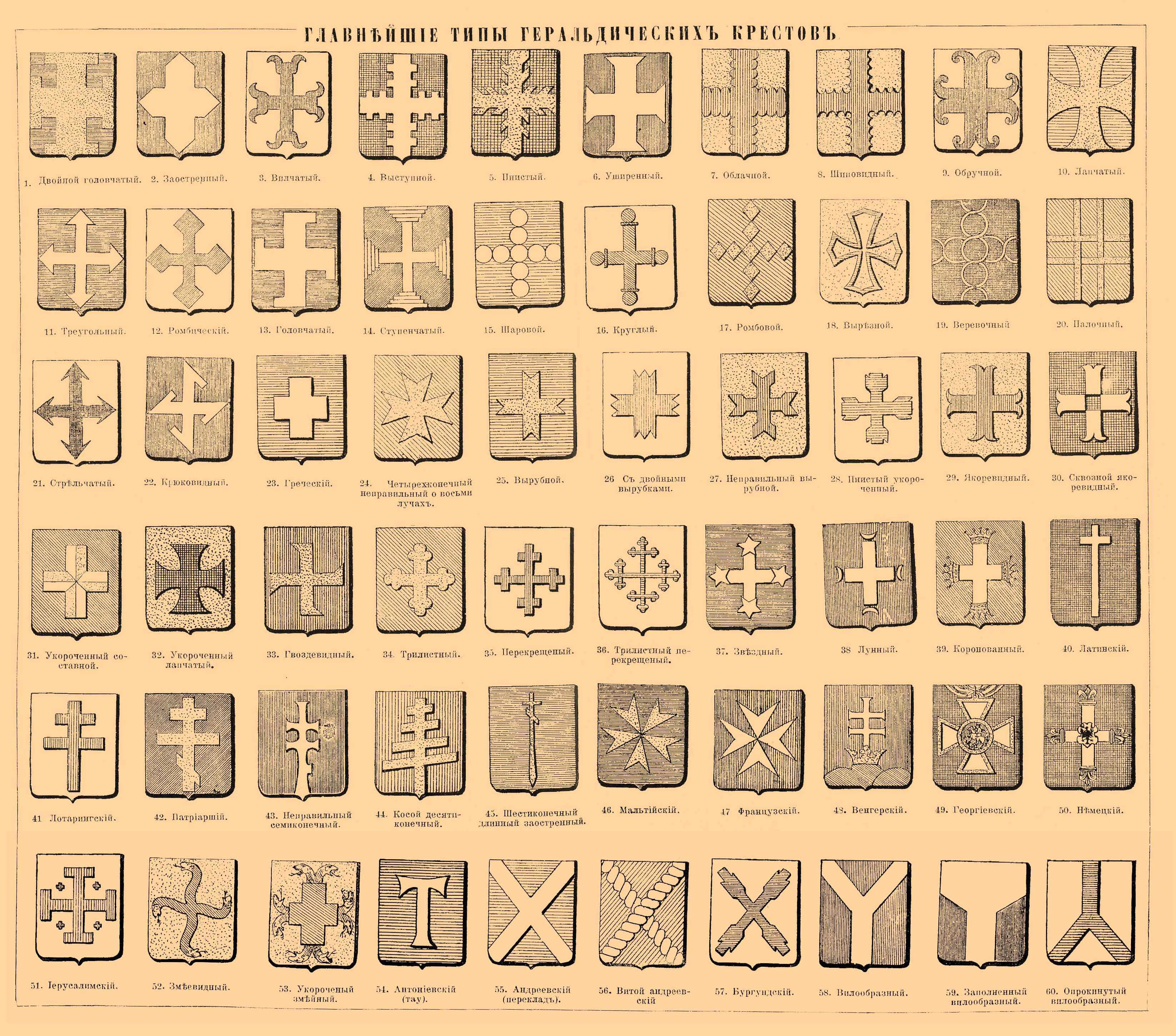
Типология крестов согласно Павлу Винклеру (описание)

Крест в геральдике относится к почётным геральдическим фигурам и занимает 2/7 ширины гербового щита. Всего существует около 200 различных видов крестов. Достаточно распространённым является приписывание той или иной формы креста к определённой организации, территории или государственному образованию.
В случае, если крест не касается хотя бы двух сторон геральдического щита, он называется укороченным и относится не к почётным, а к простым (второстепенным) геральдическим, либо к негеральдическим фигурам.

## Геральдические
В геральдике наиболее распространёнными являются три вида креста: прямой, косой и вилообразный.
| Прямой крест             | Прямой крест             | Прямой крест             |
| Укороченный прямой крест | Укороченный прямой крест | Укороченный прямой крест |
| Прямой крест             | Прямой крест             | Прямой крест             |

| Косой крест             | Косой крест             | Косой крест             |
| Укороченный косой крест | Укороченный косой крест | Укороченный косой крест |
| Косой крест             | Косой крест             | Косой крест             |

| Вилообразный крест             | Вилообразный крест             | Вилообразный крест                    |
| Вилообразный крест             | Вилообразный крест             | Вилообразный крест                    |
| Волнистый вилообразный крест   | Укороченный вилообразный крест | Укороченный вилообразный крест        |
| Опрокинутый вилообразный крест | Опрокинутый вилообразный крест | Полный опрокинутый вилообразный крест |

## Гербовые
Другие формы являются менее распространёнными и встречаются обычно в качестве простых (второстепенных) геральдических, либо негеральдических фигур.
| Изображение                                                                        | Названия                                      | Пример | Геральдическое описание примера |
| ---------------------------------------------------------------------------------- | --------------------------------------------- | ------ | --- |
|                                                                                    | лапчатый кавалерийский кавалерский            |        | Герб города Кричев в Беларуси: в червлёном поле золотой кавалерский крест, слева от которого серебряный меч остриём вверх. |
|                                                                                    | клинчатый уширенный                           |        | Герб округа Гомс в Швейцарии: в пересечённом на червлень и серебро щите два переменно окрашенных клинчатых креста. |
|                                                                                    | костыльный                                    |        | Герб коммуны Беттон во Франции: в золотом поле чёрный костыльный крест, сопровождаемый по углам четырьмя беличьими хвостиками того же цвета. |
|                                                                                    | уширенный на концах                           |        | Герб коммуны Фойертален в Швейцарии: в лазоревом поле серебряный уширенный крест под лезвием косы того же металла. |
|                                                                                    | перекрещенный                                 |        | Герб муниципалитета Беранго в Испании: в рассечённом щите серебряный перекрещенный крест, сопровождаемый по углам четырьмя золотыми лилиями, в лазури и четыре чёрных с червлёными языками и вооружением пса в столб в серебре. |
|                                                                                    | якорный                                       |        | Герб коммуны Фаллерон во Франции: в зелёном поле с серебряной волнистой главой золотой якорный крест. |
|                                                                                    | мельничный                                    |        | Герб коммуны Ле-Карбаньяль во Франции: в лазоревом поле серебряный мельничный крест, сопровождаемый по углам четырьмя ромбами того же цвета. |
|                                                                                    | лилиевидный                                   |        | Герб коммуны Буансс-санс-Авуар во Франции: в червлёном поле серебряный лилиевидный крест, сопровождаемый по углам четырьмя золотыми трилистниками. |
|                                                                                    | клеверолистный трилистный боттони             |        | Герб коммуны Агилькур во Франции: в рассечённом на червлень и золото щите клеверолистный крест в червлене и лазоревый восстающий лев в золоте. |
|                                                                                    | заострённый                                   |        | Герб коммуны Пайзац во Франции: в червлёном поле серебряный заострённый крест, сопровождаемый по углам четырьмя золотыми лилиями. |
|                                                                                    | шаровидный                                    |        | Герб муниципалитета Лес-Авельянес-и-Санта-Линья в Испании: в пересечённом на серебро и зелень щите зелёное оливковое дерево в серебре и серебряный шаровидный крест в зелени. |
|                                                                                    | филфот свастика                               |        | Польский дворянский герб Борейко: в серебряном поле червлёная свастика. |
|                                                                                    | стрельчатый                                   |        | Герб города Путаэндо в Чили: щит пересечён и полурассечён; в первой части в зелёном поле три золотых колоса из одного корня под серебряной пятиконечной звездой между двух серебряных сабель; вторая часть шестикратно скошена на червлень и золото; в третьей части в лазоревом поле серебряный стрельчатый крест, сопровождаемый по углам четырьмя листками того же металла. |
| Виды крестов, ассоциированные с определёнными территориями или рыцарскими орденами |                                               |        | |
|                                                                                    | мальтийский иоаннитский                       |        | Герб коммуны Ронталон во Франции: в червлёном щите с золотой главой, обременённой тремя зелёными яблоками о двух зелёных же листьев каждое, серебряный мальтийский крест. |
|                                                                                    | иерусалимский                                 |        | Герб коммуны Оливе во Франции: в зелёном поле два серебряных узких волнистых пояса, поверх которых остриё того же металла, обременённое червлёным иерусалимский крестом. |
|                                                                                    | кельтский                                     |        | Герб княжества-епископства Священной Римской империи Вюрцбург: в серебряном щите с червлёной зубчатой главой чёрный кельтский крест. |
|                                                                                    | иаковский ордена Сантьяго                     |        | Герб муниципалитета Улеа в Испании: в серебряном поле с червлёной каймой, обременённой семью серебряными пятилистными цветками, червлёный иаковский крест. |
|                                                                                    | тулузский окситанский катарский               |        | Герб коммуны Жемий во Франции: в червлёном щите золотой окситанский крест. |
|                                                                                    | сербский                                      |        | Герб Сербии: в червлёном щите серебряный крест, сопровождаемый по углам четырьмя огнивами того же металла. |
|                                                                                    | бургундский                                   |        | Герб муниципалитета Сан-Андреу-Салоу в Испании: в лазоревом щите серебряный укороченный бургундский крест. |
|                                                                                    | египетский анх                                |        | Герб Терри Пратчетта: в чёрном щите анх между четырьмя шарами, уложенными в косой крест; все фигуры серебряные. |
| Христианские кресты                                                                |                                               |        | |
|                                                                                    | латинский                                     |        | Герб коммуны Эмарг во Франции: в пересечённом на лазурь и серебро щите поверх всего золотой латинский крест в перевязь. |
|                                                                                    | святого Петра                                 |        | Герб деревни Кучеров в Чехии: в рассечённом на золото и лазурь щите лазоревый крест святого Петра в золоте и серебряный сошник остриём вверх в лазури. |
|                                                                                    | святого Антония Тау-крест укороченный костыль |        | Герб прихода Рёнё в Швеции: в серебряном поле обременённый меньшим серебряным тау-крестом крест святого Антония между червлёными алхимическим символом меди и пламенем. |
|                                                                                    | папский                                       |        | Герб муниципалитета Эль-Солерас в Испании: в лазоревом поле серебряный папский крест между двумя солнцами. |
|                                                                                    | патриарший архиепископский лотарингский       |        | Герб коммуны Дегерсхайм в Швейцарии: в рассечённом на чернь и золото щите золотое вырванное оливковое древо в черни и чёрный архиепископский крест в золоте. |
|                                                                                    | православный патриарший                       |        | Герб Херсона до революции: в лазоревом щите серебряный православный крест, сопровождаемый по бокам и снизу золотыми императорскими коронами. |
|                                                                                    | голгофский                                    |        | Герб муниципалитета Фульеда в Испании: в серебряном поле червлёный голгофский крест. |